# 艾拔圖·柏路斯治
艾拔圖·柏路斯治（義大利語：Alberto Paloschi，發音：[alˈbɛrto paˈloski]；1990年1月4日—），生於意大利，司職前鋒，目前效力於意甲球會史帕爾。

## 足球生涯
2007年12月20日，帕洛斯基首次替AC米蘭於正式比賽中上陣。他在意大利盃 16 強的首回合中上陣，對手為卡坦尼亞，他更在比賽中攻入一球。此外，柏路斯基在次回合的比賽也有上陣，並取得了他在AC米蘭正式比賽中的第二個入球。不過，他的兩個入球也無法協助AC米蘭打入八強。
帕洛斯基在2008年2月10日對錫耶納的比賽首次於意甲亮相。令人驚訝的是，他後備入替只有 18 秒，便接應隊友施多夫的妙傳射入。這個入球亦是這場比賽的唯一一個入球，協助AC米蘭全取3分。在羅納爾迪尼奧轉會AC米蘭後，帕洛斯基在2008年8月27日通過租借轉會至帕爾馬，他在帕爾馬攻入11個進球，幫助帕爾馬重返甲級聯賽。2009年6月，AC米蘭同意帕爾馬延長帕洛斯基的租借一年，這意味著2009-10賽季帕洛斯基仍將代表帕爾馬參加意甲聯賽。2011年1月帕爾馬将帕罗斯基的一半所有权转让给了热那亚。
帕洛斯基也是意大利國青隊的一員，參加了2008年歐洲U-19足球錦標賽，并在該屆賽事上攻入兩個進球。其首次代表意大利U21代表隊出場是在2008年11月18日，意大利對德國的一場友誼賽。他也參加了2009年歐洲U-21足球錦標賽。